# 栗原宏文
栗原 宏文（くりはら ひろふみ 1940年 - ）は、日本の工学者。

## 概要
東京大学工学部卒業、マサチューセッツ工科大学大学院修了。理学博士、工学博士。
1992年から1994年まで日本オペレーションズ・リサーチ学会理事。
1995年より愛媛大学教授。専攻はメディア・コミュニケーション、メディア・リテラシー。授業のテーマには歴史教科書問題などを取り上げて、電子掲示板を用いて討論を行うという斬新なスタイルで行ってきた。このことでこれまで大学生が歴史の真実であったと信じてきたことが洗脳ではなかったかと気付き始める。
1999年には愛媛大学で組織コミュニケーション論という科目を担当していた。そこでは電子会議室で学生との電子的コミュニケーションを試みる。このことが学生の心を開くのにどのように有効であったかを研究する。
2005年には扶桑社より『歴史洗脳を解く』という書籍を出版。そこでは栗原の授業を受けてきた学生の生の声が掲載されている。
主権回復を目指す会顧問。
河野談話の白紙撤回を求める市民の会賛同者。
宮城佑輔は、初期の行動する保守は栗原のようなアカデミズムに出自を持つ者がいて、行っていた運動は署名提出など市民団体のような手法が用いられており、これらのことから旧来の右翼や民族派のような逸脱的集団の系譜というよりも、相対的に権力へのアクセスが容易な条件を兼ね備えた政治的アクターであったとみなせるとする。